# Carrer de Santa Maria (Santpedor)
El Carrer de Santa Maria és una via pública de Santpedor (Bages) inclosa a l'Inventari del Patrimoni Arquitectònic de Catalunya.

## Descripció
Carrer d'habitatges format per cases de dos pisos entre mitgeres construïdes majoritàriament al segle xviii, que conserven elegants portalades amb llindes i escuts. L'estructura estreta del carrer deu esser medieval però els habitatges són ja moderns sobre els fonaments més antics.

## Història
La vila de Santpedor va néixer a redós de l'església de Sant Pere que l'any 1180 tenia documentada ja la seva sagrera. La vila va ésser afavorida pel rei Alfons I al concedir-li una carta de Franqueses l'any 1196 amb mercat setmanal, fira anual, forn i justícia. La vila deuria conèixer un gran creixement a partir del segle xiii, segle en el qual es troben documentats els ravals, els carrers, etc. Al segle xiv deuria fortificar-se com moltes altres viles catalanes i fou aleshores quan el perímetre de les muralles marcà el plànol urbanístic i el creixement de la vila.